# 인천시청 야구단
인천시청 야구단은 1962년부터 1964년까지 존재했던 실업 야구단이다.

## 주요 선수
- 이건일
- 최명섭